# En fiende ibland oss
En fiende ibland oss (originaltitel: The Devil's Own) är en amerikansk thrillerfilm från 1997.

## Handling
IRA-medlemmen Frankie blir skickad på ett uppdrag i New York där han får bo hos polisen Tom O'Meara. Frankie kallar sig Rory Devaney och Tom har ingen aning om vem han egentligen är. Men när Frankie börjar få problem med sitt uppdrag drabbas även familjen O'Meara och Tom börjar misstänka sin gästs inblandning.

## Om filmen
En fiende ibland oss regisserades av Alan J. Pakula.

## Rollista, i urval
- Harrison Ford – Tom O'Meara
- Brad Pitt – Rory Devaney/Francis Austin McGuire
- Margaret Colin – Sheila O'Meara
- Julia Stiles – Bridget O'Meara
- Ashley Carin – Morgan O'Meara
- Kelly Singer – Annie O'Meara
- Natascha McElhone – Megan Doherty
- Rubén Blades – Edwin Diaz
- Treat Williams – Billy Burke
- Paul Ronan – Sean Phelan